# Microgobius brevispinis
 Microgobius brevispinis és una espècie de peix de la família dels gòbids i de l'ordre dels cipriniformes que es troba des del Golf de Califòrnia fins a Panamà.